# یاه‌ست
شرکت ارتباطات ماهواره‌ای یاه‌سَت (به انگلیسی: Al Yah Satellite Communications Company P.J.S.C.) (به عربی: الیاه سات) یک شرکت سهامی عام و وابسته به شرکت سرمایه‌گذاری مبادله است که خدماتی چون دیتا، صدا، ویدئو، خدمات چندرسانه‌ای تلویزیون‌های ماهواره‌ای و اینترنت ماهواره‌ای را برای سازمان‌های خصوصی و دولتی در بیش از ۱۵۰ کشور در سراسر اروپا، خاورمیانه، آفریقا، آمریکای جنوبی، آسیا و استرالیا ارائه می‌دهد.

## تاریخچه
این شرکت در ژانویه ۲۰۰۸ تأسیس شد و هدف آن توسعه، بهره‌برداری و استفاده از سیستم‌های ماهواره‌ای چند منظوره (دولتی و تجاری) برای خاورمیانه، آفریقا، اروپا و مناطق جنوب غربی آسیا بود.

## شبکه‌های ماهواره‌ای
ماهوارهٔ یاه‌ست ۱ ای در موقعیت ۵۲٫۵ درجهٔ شرقی واقع شده‌است. این ماهواره با ماهوارهای موناکوست (ترکمن عالم) و اکسپرس ای‌ام ۶ هم‌جهت است.